# 霍伊特 (堪薩斯州)
霍伊特（英語：Hoyt）是一個位於美國堪薩斯州傑克遜縣的城市。

## 地方資料
根據2020年美國人口普查的數據，霍伊特的面積為1.22平方千米，當中陸地面積為1.22平方千米，而水域面積為0.00平方千米。當地共有人口593人，而人口密度為每平方千米486.07人。